# Peperomia warmingii
Peperomia warmingii är en pepparväxtart som beskrevs av C. Dc.. Peperomia warmingii ingår i släktet peperomior, och familjen pepparväxter. Inga underarter finns listade i Catalogue of Life.